# US Open 1969 (tennis)
De 89e editie van het Amerikaanse grandslamtoernooi, het US Open 1969, werd gehouden van 29 augustus tot en met 9 september 1969. Voor de vrouwen was het de 83e editie. Het toernooi werd gespeeld op de West Side Tennis Club in Forest Hills, een wijk in het stadsdeel Queens in New York.

## Enkelspel

### Mannen
De als eerste geplaatste Australiër Rod Laver won het toernooi voor de tweede keer door in de finale zijn als derde geplaatste landgenoot Tony Roche met 7-9, 6-1, 6-2, 6-2 te verslaan. Met zijn titel won hij voor de tweede keer alle grandslamtoernooien in één jaar

### Vrouwen
De als tweede geplaatste Australische Margaret Court won het toernooi voor de derde keer door in de finale de als zesde geplaatste Amerikaanse Nancy Richey met 6-2, 6-2 te verslaan.

## Dubbelspel

### Mannen
De Australiërs Ken Rosewall en Fred Stolle versloegen in de finale de Amerikanen Charlie Pasarell en Dennis Ralston met 2-6, 7-5, 13-11, 6-3.

### Vrouwen
Het Frans/Amerikaans duo Françoise Dürr / Darlene Hard won in de finale van het Australisch/Brits duo Margaret Court / Virginia Wade met 0-6, 6-4, 6-4.

### Gemengd
De Australische Margaret Court en de Amerikaan Marty Riessen wonnen in de finale van de Française Françoise Dürr en de Amerikaan Dennis Ralston met 7-5, 6-3.

## Belgische deelnemers in het enkelspel
Er waren geen Belgische deelnemers aan het US Open 1969.

## Nederlandse deelnemers in het enkelspel
| Speler    | Plaatsing | Resultaat    |
| Mannen    | Mannen    | Mannen       |
| --------- | --------- | ------------ |
| Tom Okker | 5         | eerste ronde |

## Junioren
Een toernooi voor junioren werd voor het eerst in 1973 gespeeld.
1881 · 1882 · 1883 · 1884 · 1885 · 1886 · 1887 · 1888 · 1889 · 1890 · 1891 · 1892 · 1893 · 1894 · 1895 · 1896 · 1897 · 1898 · 1899 · 1900 · 1901 · 1902 · 1903 · 1904 · 1905 · 1906 · 1907 · 1908 · 1909 · 1910 · 1911 · 1912 · 1913 · 1914 · 1915 · 1916 · 1917 · 1918 · 1919 · 1920 · 1921 · 1922 · 1923 · 1924 · 1925 · 1926 · 1927 · 1928 · 1929 · 1930 · 1931 · 1932 · 1933 · 1934 · 1935 · 1936 · 1937 · 1938 · 1939 · 1940 · 1941 · 1942 · 1943 · 1944 · 1945 · 1946 · 1947 · 1948 · 1949 · 1950 · 1951 · 1952 · 1953 · 1954 · 1955 · 1956 · 1957 · 1958 · 1959 · 1960 · 1961 · 1962 · 1963 · 1964 · 1965 · 1966 · 1967
↓ open tijdperk ↓
1968 (m-v-md-vd-gd) ·
1969 (m-v-md-vd-gd) ·
1970 (m-v-md-vd-gd) ·
1971 (m-v-md-vd-gd) ·
1972 (m-v-md-vd-gd) ·
1973 (m-v-md-vd-gd) ·
1974 (m-v-md-vd-gd) ·
1975 (m-v-md-vd-gd) ·
1976 (m-v-md-vd-gd) ·
1977 (m-v-md-vd-gd) ·
1978 (m-v-md-vd-gd) ·
1979 (m-v-md-vd-gd) ·
1980 (m-v-md-vd-gd) ·
1981 (m-v-md-vd-gd) ·
1982 (m-v-md-vd-gd) ·
1983 (m-v-md-vd-gd) ·
1984 (m-v-md-vd-gd) ·
1985 (m-v-md-vd-gd) ·
1986 (m-v-md-vd-gd) ·
1987 (m-v-md-vd-gd) ·
1988 (m-v-md-vd-gd) ·
1989 (m-v-md-vd-gd) ·
1990 (m-v-md-vd-gd) ·
1991 (m-v-md-vd-gd) ·
1992 (m-v-md-vd-gd) ·
1993 (m-v-md-vd-gd) ·
1994 (m-v-md-vd-gd) ·
1995 (m-v-md-vd-gd) ·
1996 (m-v-md-vd-gd) ·
1997 (m-v-md-vd-gd) ·
1998 (m-v-md-vd-gd) ·
1999 (m-v-md-vd-gd) ·
2000 (m-v-md-vd-gd) ·
2001 (m-v-md-vd-gd) ·
2002 (m-v-md-vd-gd) ·
2003 (m-v-md-vd-gd) ·
2004 (m-v-md-vd-gd) ·
2005 (m-v-md-vd-gd) ·
2006 (m-v-md-vd-gd) ·
2007 (m-v-md-vd-gd) ·
2008 (m-v-md-vd-gd) ·
2009 (m-v-md-vd-gd) ·
2010 (m-v-md-vd-gd) ·
2011 (m-v-md-vd-gd) ·
2012 (m-v-md-vd-gd) ·
2013 (m-v-md-vd-gd) ·
2014 (m-v-md-vd-gd) ·
2015 (m-v-md-vd-gd) ·
2016 (m-v-md-vd-gd) ·
2017 (m-v-md-vd-gd) ·
2018 (m-v-md-vd-gd) ·
2019 (m-v-md-vd-gd) ·
2020 (m-v-md-vd) ·
2021 (m-v-md-vd-gd) ·
2022 (m-v-md-vd-gd) ·
2023 (m-v-md-vd-gd)  ·
2024 (m-v-md-vd-gd)
Lijst van US Openwinnaars